# Желнин, Валерий Валентинович
Валерий Валентинович Желнин — советский государственный и хозяйственный деятель.

## Биография
Родился в 1938 году в Ростовской области. Член КПСС.
С 1960 года — на хозяйственной, общественной и политической работе. 
В 1960—1995 гг. : 
- на инженерных, хозяйственных и руководящих должностях в промышленности Ростовской области,
- заместитель председателя, председатель Ростовского-на-Дону городского исполнительного комитета,
- заместитель Министра химической промышленности СССР,
- начальник Финансово-хозяйственного управления Верховного Совета РФ

Избирался депутатом Верховного Совета РСФСР 10-го созыва.
Живёт в Москве.